# Bezirk Ried
Der Bezirk Ried ist ein politischer Bezirk des Landes Oberösterreich.

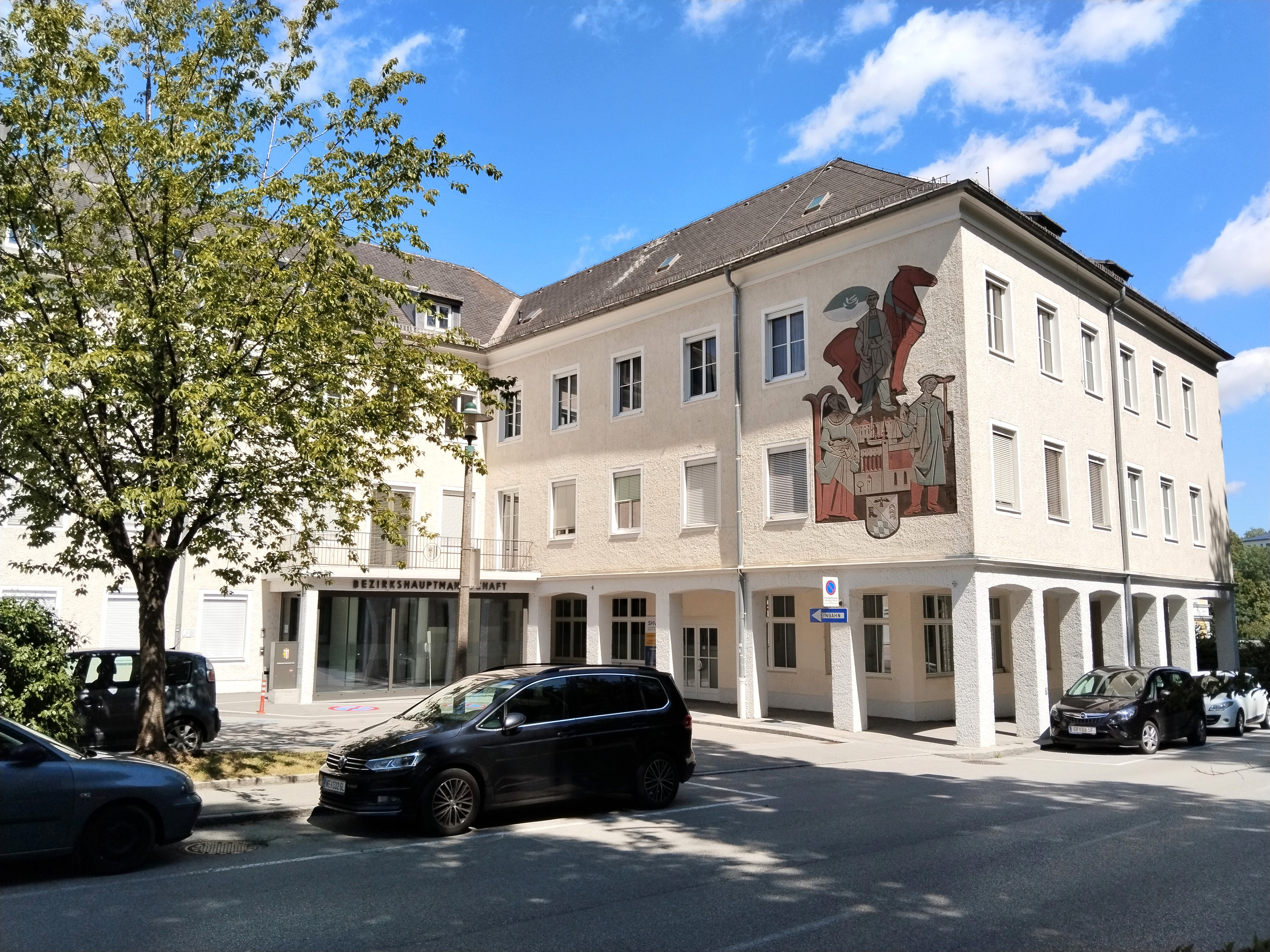
Bezirkshauptmannschaft Ried

Er entspricht der Region Mittleres Innviertel. Er grenzt
- im Westen an den Bezirk Braunau,
- im Osten an die Bezirke Schärding und Grieskirchen,
- im Süden an den Bezirk Vöcklabruck,
- im Norden an den Freistaat Bayern.

## Geschichte
Der Bezirk wurde 1868 eingerichtet. Durch den neuen Bezirk Grieskirchen wurde 1911 der Gerichtsbezirkssprengel Haag am Hausruck abgegeben. 1923 fiel die Gemeinde Geiersberg vom Bezirk Grieskirchen an den Bezirk Ried zurück.

## Angehörige Gemeinden

Gemeinden des Bezirks Ried

Der Bezirk Ried hat eine Fläche von 584,96 km² und umfasst 36 Gemeinden, darunter mit Ried im Innkreis eine Stadt sowie acht Marktgemeinden. Die Einwohnerzahlen stammen vom 1. Jänner 2024.
| Gemeinde                         | Lage | Ew     | km²   | Ew / km² | Gerichtsbezirk   | Region | Typ             | Foto | Metadaten         |
| -------------------------------- | ---- | ------ | ----- | -------- | ---------------- | ------ | --------------- | ---- | ----------------- |
| Andrichsfurt                     |      | 796    | 12,35 | 64       | Ried im Innkreis |        | Gemeinde        | ja   | Gem.Kennz.: 41201 |
| Antiesenhofen                    |      | 1.100  | 8,58  | 128      | Ried im Innkreis |        | Gemeinde        | ja   | Gem.Kennz.: 41202 |
| Aurolzmünster                    |      | 3.210  | 15,96 | 201      | Ried im Innkreis |        | Markt- gemeinde | ja   | Gem.Kennz.: 41203 |
| Eberschwang                      |      | 3.546  | 40,42 | 88       | Ried im Innkreis |        | Markt- gemeinde | ja   | Gem.Kennz.: 41204 |
| Eitzing                          |      | 920    | 8,61  | 107      | Ried im Innkreis |        | Gemeinde        | ja   | Gem.Kennz.: 41205 |
| Geiersberg                       |      | 489    | 5,45  | 90       | Ried im Innkreis |        | Gemeinde        | ja   | Gem.Kennz.: 41206 |
| Geinberg                         |      | 1.471  | 14,04 | 105      | Ried im Innkreis |        | Gemeinde        | ja   | Gem.Kennz.: 41207 |
| Gurten                           |      | 1.224  | 16,22 | 75       | Ried im Innkreis |        | Gemeinde        | ja   | Gem.Kennz.: 41208 |
| Hohenzell                        |      | 2.337  | 22,53 | 104      | Ried im Innkreis |        | Gemeinde        | ja   | Gem.Kennz.: 41209 |
| Kirchdorf am Inn                 |      | 673    | 13,85 | 49       | Ried im Innkreis |        | Gemeinde        | ja   | Gem.Kennz.: 41210 |
| Kirchheim im Innkreis            |      | 803    | 10,26 | 78       | Ried im Innkreis |        | Gemeinde        | ja   | Gem.Kennz.: 41211 |
| Lambrechten                      |      | 1.339  | 23,70 | 57       | Ried im Innkreis |        | Gemeinde        | ja   | Gem.Kennz.: 41212 |
| Lohnsburg am Kobernaußerwald     |      | 2.209  | 39,59 | 56       | Ried im Innkreis |        | Markt- gemeinde | ja   | Gem.Kennz.: 41213 |
| Mehrnbach                        |      | 2.363  | 22,21 | 106      | Ried im Innkreis |        | Gemeinde        | ja   | Gem.Kennz.: 41214 |
| Mettmach                         |      | 2.415  | 29,54 | 82       | Ried im Innkreis |        | Markt- gemeinde | ja   | Gem.Kennz.: 41215 |
| Mörschwang                       |      | 334    | 11,01 | 30       | Ried im Innkreis |        | Gemeinde        | ja   | Gem.Kennz.: 41216 |
| Mühlheim am Inn                  |      | 694    | 10,91 | 64       | Ried im Innkreis |        | Gemeinde        | ja   | Gem.Kennz.: 41217 |
| Neuhofen im Innkreis             |      | 2.518  | 15,59 | 162      | Ried im Innkreis |        | Gemeinde        | ja   | Gem.Kennz.: 41218 |
| Obernberg am Inn                 |      | 1.699  | 2,35  | 723      | Ried im Innkreis |        | Markt- gemeinde | ja   | Gem.Kennz.: 41219 |
| Ort im Innkreis                  |      | 1.369  | 11,51 | 119      | Ried im Innkreis |        | Gemeinde        | ja   | Gem.Kennz.: 41220 |
| Pattigham                        |      | 1.080  | 11,31 | 95       | Ried im Innkreis |        | Gemeinde        | ja   | Gem.Kennz.: 41221 |
| Peterskirchen                    |      | 666    | 10,25 | 65       | Ried im Innkreis |        | Gemeinde        | ja   | Gem.Kennz.: 41222 |
| Pramet                           |      | 1.037  | 13,90 | 75       | Ried im Innkreis |        | Gemeinde        | ja   | Gem.Kennz.: 41223 |
| Reichersberg                     |      | 1.649  | 21,05 | 78       | Ried im Innkreis |        | Markt- gemeinde | ja   | Gem.Kennz.: 41224 |
| Ried im Innkreis                 |      | 12.674 | 6,78  | 1870     | Ried im Innkreis |        | Stadt- gemeinde | ja   | Gem.Kennz.: 41225 |
| Schildorn                        |      | 1.224  | 13,28 | 92       | Ried im Innkreis |        | Gemeinde        | ja   | Gem.Kennz.: 41229 |
| Senftenbach                      |      | 787    | 9,73  | 81       | Ried im Innkreis |        | Gemeinde        | ja   | Gem.Kennz.: 41230 |
| St. Georgen bei Obernberg am Inn |      | 544    | 18,34 | 30       | Ried im Innkreis |        | Gemeinde        | ja   | Gem.Kennz.: 41226 |
| St. Marienkirchen am Hausruck    |      | 898    | 10,94 | 82       | Ried im Innkreis |        | Gemeinde        | ja   | Gem.Kennz.: 41227 |
| St. Martin im Innkreis           |      | 2.228  | 8,88  | 251      | Ried im Innkreis |        | Markt- gemeinde | ja   | Gem.Kennz.: 41228 |
| Taiskirchen im Innkreis          |      | 2.414  | 34,53 | 70       | Ried im Innkreis |        | Markt- gemeinde | ja   | Gem.Kennz.: 41231 |
| Tumeltsham                       |      | 1.599  | 9,11  | 175      | Ried im Innkreis |        | Gemeinde        | ja   | Gem.Kennz.: 41232 |
| Utzenaich                        |      | 1.647  | 20,35 | 81       | Ried im Innkreis |        | Gemeinde        | ja   | Gem.Kennz.: 41233 |
| Waldzell                         |      | 2.317  | 40,25 | 58       | Ried im Innkreis |        | Gemeinde        | ja   | Gem.Kennz.: 41234 |
| Weilbach                         |      | 601    | 13,50 | 45       | Ried im Innkreis |        | Gemeinde        | ja   | Gem.Kennz.: 41235 |
| Wippenham                        |      | 559    | 8,08  | 69       | Ried im Innkreis |        | Gemeinde        | ja   | Gem.Kennz.: 41236 |

## Mittelpunkt
Der Flächenschwerpunkt des Bezirkes Ried liegt in der Katastralgemeinde Renetsham, Gemeinde Mehrnbach (⊙).

## Religion
Im Bezirk Ried gibt es mit Stichtag 1. Jänner 2022 insgesamt 45.270 Katholiken und Katholikinnen. Ein Jahr zuvor waren es 45.886. 599 Personen kehrten 2021 der Katholischen Kirche den Rücken zu, so viele, wie noch nie zuvor.

## Persönlichkeiten
- Andreas Goldberger
- Thomas Schwanthaler
- Franz Stelzhamer
- Anton Zeilinger